# Andrachne merxmuelleri
Andrachne merxmuelleri là một loài thực vật có hoa trong họ Diệp hạ châu. Loài này được Rech.f. mô tả khoa học đầu tiên năm 1980.